# Herrarnas fyra med styrman i rodd vid olympiska sommarspelen 1984
Herrarnas fyra med styrman i rodd vid olympiska sommarspelen 1984 avgjordes mellan den 30 juli och 5 augusti 1984.

## Medaljörer
| Gren             | Guld                                                                                            | Silver                                                                               | Brons                                                                                 |
| Fyra med styrman | Storbritannien Richard Budgett Martin Cross Adrian Ellison (styrman) Andy Holmes Steve Redgrave | USA Edward Ives Thomas Kiefer Michael Bach Gregory Springer John Stillings (styrman) | Nya Zeeland Brett Hollister (styrman) Kevin Lawton Barrie Mabbott Don Symon Ross Tong |

## Resultat

### Final
| Placering | Roddare                                                                              | Land           | Tid     |
| --------- | ------------------------------------------------------------------------------------ | -------------- | ------- |
| 1         | Richard Budgett, Martin Cross, Adrian Ellison, Andy Holmes och Steve Redgrave        | Storbritannien | 6:18,64 |
| 2         | Edward Ives, Thomas Kiefer, Michael Bach, Gregory Springer och John Stillings        | USA            | 6:20,28 |
| 3         | Brett Hollister, Kevin Lawton, Barrie Mabbott, Don Symon och Ross Tong               | Nya Zeeland    | 6:23,68 |
| 4         | Giovanni Sergi Sergas, Giovanni Suarez, Gino Iseppi, Giuseppe Carando och Siro Meli  | Italien        | 6:26,44 |
| 5         | Dave Ross, Tim Christian, Richard Doey, Nick Toulmin och Paul Tessier                | Kanada         | 6:28,78 |
| 6         | Heribert Karches, Georg Konermann, Wolfram Thiem, Wolfgang Maennig och Manfred Klein | Västtyskland   | 6:34,23 |